# عادل لطيفي
عادل لطيفي كاتب وباحث أكاديمي وأستاذ تاريخ العالم العربي المعاصر بجامعة باريس الثالثة, أصيل فريانة من ولاية القصرين.

## مسيرته
درس بدار المعلمين العليا بسوسة وناضل صلب الاتحاد العام لطلبة تونس، وعمل مدرّسا بفريانة مسقط رأسه (1990-1995).
ناقش أطروحة دكتوراه سنة 2001 حول تاريخ الزاوية التليلية بفريانة والطرق الصوفية في العصر الحديث والمعاصر. صدرت له بفرنسا ثلاث دراسات علمية عن الإسلام في بلاد المغرب كما صدرت له مقالات بجريدتي «البيان» و«أخبار العرب» بالإمارات العربية المتحدة وهو كاتب بموقع «الجزيرة» نات منذ سنة 2004.